# Ellerdorf
Ellerdorf er en kommune og en by i det nordlige Tyskland, beliggende i Amt Nortorfer Land i den sydøstlige del af Kreis Rendsborg-Egernførde. Kreis Rendsborg-Egernførde ligger i den centrale del af delstaten Slesvig-Holsten.

## Geografi
Ellerdorf ligger cirka halvejs mellem Rendsborg og Neumünster. Kommunen nås via Bundesstraße 205, Bundesautobahn 7 eller jernbanen fra Rendsborg mod Neumünster.
Byen ligger ca. 3 km fra det geografiske midtpunkt i Slesvig-Holsten, der ligger i Nortorf.

## Wilwarin-festivalen
Siden 1998 har der hvert år i begyndelsen af juni, været afholdt den todages musikfestival Wilwarin-festivalen i Ellerdorf. Det er en alternativ Open-Air-festival med flere tusinde besøgende. Musikken er hovedsageligt punk og metal, men også hip-hop-bands optræder. I alt ca. 60-70 bands og DJs optræder på fem scener.